# Légsúlyú ökölvívás az 1904. évi nyári olimpiai játékokon
Az 1904. évi nyári olimpiai játékokon a ökölvívás légsúlyú versenyszámát szeptember 22-én rendezték St. Louis-ban. Csak hazai versenyzők vettek részt mindegyik súlycsoportban. Egy versenyző több súlycsoportban is versenyezhetett.

## Eredmények
A rövidítések jelentése a következő:
- RSC: a játékvezető megállította a mérkőzést
- DNS: nem indult a versenyen

|  | Döntő |                       |      |  |
|  |       |                       |      |  |
|  | 1     | George Finnegan (USA) | RSC  |  |
|  | 1     | George Finnegan (USA) | RSC  |  |
|  | 2     | Miles Burke (USA)     | 1. M |  |

## Végeredmény
| Helyezés | Név             | Nemzet           |
| -------- | --------------- | ---------------- |
| Arany    | George Finnegan | Egyesült Államok |
| Ezüst    | Miles Burke     | Egyesült Államok |
| DNS      | Fred Tipton     | Egyesült Államok |
| DNS      | Thomas Riordan  | Egyesült Államok |